# Ciao Brother
Pour plus de détails, voir Fiche technique et Distribution.
Ciao Brother (littéralement en français : « Salut, mon frère » est une comédie italienne réalisée par Nicola Barnaba et sortie en 2016.  

## Synopsis
Angelo est un escroc qui fuit à Los Angeles avec son premier vol.
Arrivé aux États-Unis sans argent, il est obligé de dormir dans la rue avec des clochards. Le lendemain matin, il découvre dans un journal qu'il ressemble à un riche homme d'affaires américain qui est décédé et qui a légué son héritage à son fils George. Angelo décide alors de se présenter chez George en prétendant être son frère.

## Fiche technique
- Titre original : Ciao Brother
- Réalisation : Nicola Barnaba
- Musique : Flavio Premoli (it)
- Pays d'origine :  Italie
- Langue : italien
- Format : couleur
- Genre : comédie
- Durée : 90 minutes
- Dates de sortie :
  - Italie : 9 juin 2016

## Distribution
- Fabrizio Nardi : Angelo[3]
- Nico Di Renzo : George
- Benedicta Boccoli : Patricia
- Francesca Della Ragione : Alyssa
- Clayton Norcross (it) : Mr. Cullinhan
- Mietta : Claire
- Emanuela Aurizi : Manila
- Ami Veevers Chorlton : Miss Brandy
- Massimo Ceccherini : le chauffeur de taxi
- Roberto Ciufoli (it) : le détective privé
- David Zed : l'avocat Welles